# Людкевич Марія Йосипівна
Марі́я Йо́сипівна Людке́вич (нар. 7 січня 1948, Нижня Липиця) — українська поетеса.

## Біографія
Народилася 7 січня 1948 року в селі Нижня Липиця Рогатинського району Івано-Франківської області.
1968 року закінчила Коломийське педучилище, а 1974-го — Львівський державний університет імені Івана Франка.
Працювала вчителькою молодших класів, журналісткою газети «Молода Галичина». Нині — редакторка львівської газети «Галицьке юнацтво». З 1987 року — керівниця літературної студії «Джерельце» при Львівській обласній бібліотеці для дітей.

## Творчість
Авторка понад сорока книжок, із них — чотирнадцять для дорослих, інші — для дітей. У 1981 році вийшла перша збірка поезій «Теплі гнізда». З 1987 року член НСПУ
Деякі твори Марії Людкевич перекладено польською, німецькою, білоруською, російською мовами. Окремі вірші покладено на музику.

## Твори
- 1981 — «Теплі гнізда»
- 1983 — «Червнева повінь»
- 1986 — «Продовження літа»
- 1987 — «Джмелятко» — перша збірка для дітей
- 1990 — «На Білій горі»
- 1991 — «Старий годинникар»
- 1991 — «Левеня із міста Лева» — для дітей
- 1995 — «Благослови, Маріє»
- 1995 — «Коротке літо в раю»
- 1997 — «Левцеве товариство з міста Лева» — для дітей
- 1999 — «Домовик без черевик» — для дітей
- 1999 — «Ностальгія за тим, що не сталося»
- 1986 — «Квіткова пані» — для дітей
- 2000 — «Мудрагелія» — для дітей
- 2001 — «Мурко-жмурко» — для дітей
- 2001 — «Джмелятко»
- 2002 — «Спів пташки на фруктовому дереві» (проза)
- 2003 — «Несподіваний скарб» — для дітей
- 2003 — «Хто сміявся зі страхопуда» — для дітей
- 2003 — «Срібна тінь сосни»
- 2004 — «Кольорові парасольки» — для дітей
- 2005 — «Шайда-байда» — для дітей
- 2005 — «Торбина Усміхненого Котика» — для дітей
- 2006 — «Крила білої хати» — для дітей
- 2006 — «Біля кого найтепліше?» — для дітей
- 2007 — «Петрова гора з диким терном» (проза)
- 2007 — «А час — як вітер»
- 2007 — «Квітка, якою тішиться Бог»
- 2008 — «Чеберейчик поміж трав» — для дітей
- 2009 — «Мирославині таємниці» — для дітей
- 2009 — «Ми на святі в левеняти» — для дітей
- 2010 — «Пізнаємо місто рідне» — для дітей
- 2011 — «Сім днів із принцесою Казкарією» — для дітей
- 2012 — «Спитати в янгола» — для дітей
- 2013 — «Іграшкова абетка» — для дітей
- 2014 — «Лірика»
- 2015 — «Їде тітка на гостину» — для дітей
- 2015 — «Столітній трамвай-чарівник» — для дітей
- 2015 — «Ярко і змій Головастик» — для дітей
- 2016 — «Марія Людкевич — дітям» — для дітей
- 2017 — «Порив і подив», т. 1, 2
- 2018 — «На гойдалці дня і ночі»
- 2020 — «Де сховалась таємниця?» — для дітей
- 2022 — «Кіт Саймон із Солонки» — для дітей
- 2023 — «Наш Маркусь — переможець!» — для дітей

Упорядниця збірок:
- «Календарик-дошколярик», 1997;
- «Писана торба» (збірка творів для дітей), 2005;
- «Місто птахів і поетів» («Джерелю — 20 років»), 2008;
- «З горіха зерня» (Антологія любовного вірша львівських поетів), 2009

## Нагороди
Лауреатка літературних премій:
- імені Маркіяна Шашкевича (за книжку «Благослови, Маріє», 1997);
- «Благовіст», м. Київ (за книжку «Коротке літо в раю», 1997);
- імені Лесі Українки (за книжку «Домовик без черевик», 2001);
- міжнародної літературної премії ім. Д. Нитченка (за пропаганду українського слова, 2003);
- імені Павла Тичини (За книжку «А час — як вітер», 2008);
- ім. Ірини Вільде ("За книжку «Петрова гора з диким терном», 2010);

У 2006 і 2019 роках нагороджена орденом Княгині Ольги відповідно III і II ступенів;
- Всеукраїнська літературна премія імені Михайла Коцюбинського (2021) — у номінації «Дитяча література» за книжку «Де сховалась таємниця? Вірші, казки, оповідання»;[2]
- Літературно-мистецька премія імені Володимира Забаштанського (2023).